# Getk
Getk – wieś w Armenii, w prowincji Szirak. W 2011 roku liczyła 545 mieszkańców.